# Гольцовка (приток Алея)
Гольцовка (в верховье Большая Гольцовка) — река в Алтайском крае России. Устье реки находится в 751 км по правому берегу реки Алей. Длина реки составляет 59 км, водосборная площадь — 366 км². В 48 км от устья по правому берегу впадает река Малая Гольцовка.

## Данные водного реестра
По данным государственного водного реестра России:
- Бассейновый округ — Верхнеобский
- Речной бассейн — (Верхняя) Обь до впадения Иртыша
- Речной подбассейн — Обь до впадения Чулыма (без Томи)
- Водохозяйственный участок — верховья реки Алей до Гилёвского гидроузла.
- Код водного объекта в государственном водном реестре — 13010200112115200000189[2].